# 苏志佳
苏志佳（1953年7月—），廣東省广州市人。汉族。1970年5月参加工作，1973年10月加入中国共产党。学历大专（广州市广播电视大学语文类专业）。
2012年1月，当选广州市政协主席。